# The Intergalactic Thing
The Intergalactic Thing ist ein Jazzalbum von Sun Ra & His Astro-Infinity Arkestra. Die von August bis November 1969 in den Sun Studios, Philadelphia, entstandenen Aufnahmen erschienen, produziert von Michael D. Anderson vom Sun Ra Archive, am 5. Mai 2016 auf zwei Langspielplatten bzw. als Download auf dem Label Roaratorio.

## Hintergrund
The Intergalactic Thing war – nach Other Strange Worlds und Sign of the Myths (2014) – der dritte Teil von Veröffentlichungen des Labels Roaratorio mit Archivmaterial von Aufnahmen des Sun Ra Arkestra; es folgte Sun Embassy mit weiterem Material aus den Jahren 1968/69. Im Unterschied zu vielen Jazzlegenden der 1950er- und 1960er-Jahre hatte Sun Ra die Weitsicht, die Proben und Konzerte seines Ensembles aufzuzeichnen. Er gründete 1957 sogar sein eigenes Label namens El Saturn Records. Seit 1957, als andere Jazzgiganten an belastende Verträge mit großen Labels gebunden waren, nahm Sun Ra regelmäßig auf, so dass man über hunderte von Studio-, Konzert- und Probenaufnahmen verfüge, schrieb Mark Corroto.
The Intergalactic Thing ist eine Sammlung von Probeaufnahmen, die im Herbst 1969 in Sun Ras Heimstudio in Philadelphia aufgenommen wurden. Das Studio war auch sein Zuhause und Wohnstätte der meisten seiner Arkestra-Mitglieder, hier Astro-Infinity Arkestra genannt. 1969 war er mit den meisten Mitglieder dieses Ensembles beim Detroit Rock and Roll Festival sowie beim Newport Jazz Festival aufgetreten – beide Male allerdings nur mit bedingtem Erfolg, da ein Teil des Publikums sie ausbuhte. Dan Morgenstern sprach im Down Beat von einer „schlampigen, aber beeindruckenden Aufführung“.
Die Probebänder, die als The Intergalactic Thing veröffentlicht worden sind, seien alles andere als reine Demoaufnahmen gewesen, meinte Corroto. Sun Ra habe sie als Bausteine für Live-Auftritte verwendet, und er erweiterte und arrangierte das Material. Das längste Stück ist „Discipline of the Pharaohs“ mit 9:50 und das kürzeste „Moon Over Saturn“ mit 1:56. In diesen knapp zwei Minuten spielt Doug Williams ein zartes Trompetensolo über eine Orgelbegleitung von Sun Ra. Nahezu jeder Musiker des Arkestra, selbst die Saxophonisten John Gilmore und Marshall Allen, spielen neben ihrem jeweiligen Hauptinstrument auch Schlagzeug und Perkussion. In Stücken wie „Principles of the Pharaohs“, die von perkussiven Rhythmen mit nur einem Hauch von Flöte (entweder von Marshall Allen oder Danny Davis gespielt) dominiert werden, könne man hören, wie Sun Ra gesprochene Anweisungen gibt.
Die nachfolgenden Veröffentlichungen seines Astro-Infinity Arkestra auf seinen El Saturn Research Records umfassten die bemerkenswerten LPs Atlantis (1969), My Brother the Wind (1970) sowie Sound Sun Pleasure!! (1970), letzteres mit älterem Material aus der Chicago-Ära des Arkestra.

## Titelliste
- Sun Ra & His Astro-Ihnfinity Arkestra: The Intergalactic Thing (Roaratorio roar40)[3]

A1 The Others from Another World 3:25

A2 Spontaneous Simplicity 2:03

A3 Dance of the Distant Star 6:57

A4 The State of Things to Come 2:12

A5 The Second Stop Is Jupiter 2:09

A6 Horoscope Prelude 3:43

B1 Discipline of the Pharaohs 9:50

B2 Latent Friends 2:27

B3 Moon Over Saturn 1:52

B4 Principles of the Pharaohs 8:08

C1 Saturn Moon 4:36

C2 The Last Unknown 8:06

C3 In, Over and Under 9:55
D1 Calling Out to Saturn 5:16

D2 From Here to There 2:38

D3 The Exotic Forest 7:16

D4 Do the Intergalactic Thing 7:42
Die Kompositionen stammen von Sun Ra.

## Rezeption
Mark Corroto schrieb in All About Jazz, die ständigen Proben von Sun Ra mit dem Arkestra seien mehr als nur Übung gewesen. Die Musik hier sei meditative, die Seele nährende Medizin. Man könne hier die klassischen Stücke „The Second Stop Is Jupiter“ und „Spontaneous Simplicity“ hören, die beide überarbeitet wurden, wie es Sun Ra im Laufe seiner Karriere immer wieder tun würde. Interessanterweise sei ein Großteil der hier zu hörenden Musik nie auf der Bühne aufgeführt worden. Der großartige Mann habe es geschätzt, an neuen Ideen zu tüfteln, Themen auszuprobieren und auszutesten. Gerüchten zufolge würden Hunderte von unveröffentlichten Stücken in Schubladen und Kartons an seiner Adresse in Germantown lagern. Auf den beiden LPs, deren Klangqualität gut sei, höre man Sun Ra auf der Farfisa-Orgel und dem Hohner-Clavinet. Mit seinen verkürzten Soli und den Beiträgen des Astro-Ihnfinity Arkestra komprimiere das Hörerlebnis siebzehn verschiedene Stücke zu [der Möglichkeit von] eineinhalb Stunden meditativen Zuhörens.